# Getklövtjärnen, Lappland
Getklövtjärnen är en sjö i Vilhelmina kommun i Lappland och ingår i Ångermanälvens huvudavrinningsområde. Sjön har en area på 0,0829 kvadratkilometer och ligger 416,1 meter över havet. Sjön avvattnas av vattendraget Djupbäcken.

## Delavrinningsområde
Getklövtjärnen ingår i det delavrinningsområde (719252-154848) som SMHI kallar för Mynnar i Vojmån. Medelhöjden är 423 meter över havet och ytan är 5,92 kvadratkilometer. Räknas de 2 avrinningsområdena uppströms in blir den ackumulerade arean 27,44 kvadratkilometer. Djupbäcken som avvattnar avrinningsområdet har biflödesordning 3, vilket innebär att vattnet flödar genom totalt 3 vattendrag innan det når havet efter 328 kilometer. Avrinningsområdet består mestadels av skog (92 procent). Avrinningsområdet har 0,08 kvadratkilometer vattenytor vilket ger det en sjöprocent på 1,3 procent.